# Список томів манґи «Monster»
Написаний та проілюстрований Наокі Урасавою, Monster виходив у журналі Big Comic Original з грудня 1994 по грудень 2001 року. 162 глави були зібрані у 18 томів танкобонів, випущених видавництвом Shōgakukan, перший з яких вийшов 30 червня 1995 року, а останній — 28 лютого 2002 року. Під час написання Monster Урасава розпочав серіал 20th Century Boys у 1999 році, який продовжився після завершення Monster.
Monster був ліцензований у Північній Америці компанією Viz Media, яка випустила всі 18 томів з 21 лютого 2006 року по 16 грудня 2008 року. Починаючи з липня 2014 року, вони опублікували перевидання серії в дев’яти томах «два в одному» під назвою Monster: The Perfect Edition, при цьому новий том виходив кожні три місяці. Серіал також був випущений в інших країнах, наприклад, у Німеччині видавництвом Egmont Manga &amp; Anime, у Франції та Нідерландах Kana, в Іспанії Planeta DeAgostini, у Бразилії Conrad Editora, пізніше Panini Comics, в Аргентині Larp. Editores, на Тайвані – Tong Li Publishing, у Мексиці – Grupo Editorial Vid, у Польщі – Hanami, а в Португалії – Devir.

## Список томів
| - Розділ 001 : «Пане докторе Тенма» (яп. ヘルDr.テンマ) - Розділ 002 : «Убити» (яп. ころして, Koroshite) - Розділ 003 : «Падіння» (яп. 転落, Tenraku) - Розділ 004 : «Брат і сестра» (яп. 兄･妹) - Розділ 005 : «Вбивство» (яп. 殺人事件, Satsujinjiken) - Розділ 006 : «Чоловік з BKA» (яп. BKAの男, BKA no Otoko) - Розділ 007 : «Монстр» (яп. 「モンスター」) - Розділ 008 : «Ніч страти» (яп. 処刑の夜, Shokei no Yoru) |

| - Розділ 009 : «Молода жінка з Гайдельберга» (яп. ハイデルベルクの少女) - Розділ 010 : «Принц на білому коні» (яп. 白馬の王子様) - Розділ 011 : «Стаття про зниклу людину» (яп. 失踪記事) - Розділ 012 : «День народження жаху» (яп. 戦慄の誕生日) - Розділ 013 : «Дім скорботи» (яп. 惨劇の館) - Розділ 014 : «Це не твоя вина» (яп. あなたは悪くない) - Розділ 015 : «Переслідуваний» (яп. 追われる男) - Розділ 016 : «Старий солдат і молода дівчина» (яп. 老兵と少女) |

| - Розділ 017 : «Стерте минуле» (яп. 消された過去) - Розділ 018 : «Закон адвоката» (яп. ローヤーの法則) - Розділ 019 : «Кіндерхайм 511» (яп. 511キンダーハイム) - Розділ 020 : «Проєкт» (яп. プロジェクト) - Розділ 021 : «Маленький експеримент» (яп. ささやかな実験) - Розділ 022 : «Петра та Шуман» (яп. ペトラとシューマン) - Розділ 023 : «Петра та Хайнц» (яп. ペトラとハインツ) - Розділ 024 : «Єдиний чоловік, що залишився» (яп. 残された男) |

| - Розділ 025 : «Єдина жінка, що залишилася» (яп. 残された女) - Розділ 026 : «Будь моїм малюком» (яп. ビー・マイ・ベイビー) - Розділ 027 : «Професор Ґедріх» (яп. ゲーデリッツ教授) - Розділ 028 : «Подруга Айше» (яп. アイシェの友達) - Розділ 029 : «Сповідь Вольфа» (яп. ヴォルフの告白) - Розділ 030 : «Основна страва» (яп. メインディッシュ) - Розділ 031 : «Зустріч» (яп. 再開) - Розділ 032 : «П’ята ложка цукру» (яп. 五杯目の砂糖) |

| - Розділ 033 : «Безодня монстра» (яп. 怪物の深淵) - Розділ 034 : «Підвал Юргенса» (яп. ユンゲルスの物置き) - Розділ 035 : «Після карнавалу» (яп. カ－ニバルのあと…) - Розділ 036 : «Подорож до Фрайхайма» (яп. フラハイムへの旅) - Розділ 037 : «Щасливі канікули» (яп. 幸せな休日) - Розділ 038 : «Помста на мушці» (яп. 復讐の銃口) - Розділ 039 : «Яскравіше завтра» (яп. 明日は晴れる) - Розділ 040 : «Прогноз Рунге» (яп. ルンゲの期待) - Розділ 041 : «Пастка Рунге» (яп. ルンゲの罠) |

| - Розділ 042 : «Сутичка» (яп. 対決) - Розділ 043 : «Низька точка» (яп. 転落の果て) - Розділ 044 : «Сповідь Єви» (яп. エヴァの告白) - Розділ 045 : «Чоловічий стіл» (яп. 男達の食卓) - Розділ 046 : «Невидимий ворог» (яп. 見えざる敵) - Розділ 047 : «Хлопець вівторка» (яп. 火曜日の青年) - Розділ 048 : «Хлопець четверга» (яп. 木曜日の青年) - Розділ 049 : «Загадка, що залишилася» (яп. 残された謎) - Розділ 050 : «Таємний ліс» (яп. 秘密の森) |

| - Розділ 051 : «Ріхард» (яп. リヒァルト) - Розділ 052 : «Доказ» (яп. 証拠の品) - Розділ 053 : «Виведено на світло» (яп. 白日の下に) - Розділ 054 : «Один випадок» (яп. ただ一つの事件) - Розділ 055 : «Подорож до Йогана» (яп. ヨハンへの旅) - Розділ 056 : «Страта» (яп. 処刑) - Розділ 057 : «Рішення» (яп. ある決意) - Розділ 058 : «Дні Райхвайна» (яп. ライヒワインの日々) - Розділ 059 : «У світло дня» (яп. 白日の下へ) |

| - Розділ 060 : «Те, що можна перевірити» (яп. 立証可能) - Розділ 061 : «Після вечірки...» (яп. パーティーのあと) - Розділ 062 : «Свята земля» (яп. 聖域) - Розділ 063 : «Погляд дітей» (яп. 子どもの情景) - Розділ 064 : «Спадщина людства» (яп. 人類の財産) - Розділ 065 : «Найглибша темрява» (яп. 闇の果て) - Розділ 066 : «Пролити світло» (яп. 光を当てろ) - Розділ 067 : «Я — Тенма» (яп. 私はテンマ) - Розділ 068 : «Безіменний герой» (яп. 名なしのヒーロー) |

| - Розділ 069 : «Більший монстр» (яп. さらなる怪物) - Розділ 070 : «Звір хаосу» (яп. 混沌の怪物) - Розділ 071 : «Безіменний монстр» (яп. なまえのないかいぶつ) - Розділ 072 : «Банкет мурах» (яп. 蟻たちの饗宴) - Розділ 073 : «Демон в моїх очах» (яп. 我が目の悪魔) - Розділ 074 : «Лист від матері» (яп. 母からの手紙) - Розділ 075 : «Сліди серця» (яп. 心の痕跡) - Розділ 076 : «Пекло в його очах» (яп. 目の中の地獄) - Розділ 077 : «Жаби казкового світу» (яп. おとぎの国のカエル) |

| - Розділ 078 : «Ґріммер» (яп. グリマー) - Розділ 079 : «Пікнік» (яп. ピクニック) - Розділ 080 : «Привид 511» (яп. 511の亡霊) - Розділ 081 : «Новий експеримент» (яп. 新たなる実験) - Розділ 082 : «Ключ» (яп. 鍵) - Розділ 083 : «Пригоди дивовижного Штайнера» (яп. 超人シュタイナーの冒険) - Розділ 084 : «Детектив Сук» (яп. スーク刑事) - Розділ 085 : «Секретне розслідування» (яп. 極秘調査) - Розділ 086 : «Щось важливе» (яп. 大切な物) |

| - Хроніки монстра - Розділ 087 : «Подвійна темрява» (яп. 二つの闇) - Розділ 088 : «Залишки монстра» (яп. 怪物の残像) - Розділ 089 : «Повтор» (яп. 録音再生) - Розділ 090 : «Точка контакту» (яп. 接点) - Розділ 091 : «Сліпа зона» (яп. 死角) - Розділ 092 : «Спогади про дивовижного Штайнера» (яп. 超人シュタイナーの思い出) - Розділ 093 : «Спогади про гарячий какао» (яп. ココアの記憶) - Розділ 094 : «Двері до кошмару» (яп. 悪夢の扉) - Розділ 095 : «Найбільший страх» (яп. 一番怖いもの) |

| - Хроніки монстра - Розділ 096 : «Довгі канікули» (яп. 長い休暇) - Розділ 097 : «Хлопці-друзі детективи» (яп. 少年探偵団) - Розділ 098 : «Найжорстокіше» (яп. 一番残酷なこと) - Розділ 099 : «Прикордонне місто» (яп. 国境の街) - Розділ 100 : «Будинок троянд» (яп. バラの屋敷) - Розділ 101 : «Запечатані двері» (яп. 開かずの扉) - Розділ 102 : «Довге прощання» (яп. 長いお別れ) - Розділ 103 : «У пошуках Геленки» (яп. ヘレンカを捜して) - Розділ 104 : «Ті, що залишилися позаду» (яп. 残された人々) |

| - Хроніки монстра - Розділ 105 : «Любовний лист монстра» (яп. 怪物のラブレター) - Розділ 106 : «Втікач з в'язниці» (яп. 脱獄囚) - Розділ 107 : «Адвокат» (яп. 弁護士) - Розділ 108 : «Свідок» (яп. 目撃者) - Розділ 109 : «Рішучість» (яп. 決意) - Розділ 110 : «Брудний сендвіч» (яп. 泥だらけのサンドイッチ) - Розділ 111 : «Хелене і Густав» (яп. ヘレーネとグスタフ) - Розділ 112 : «Втеча» (яп. 脱走) - Розділ 113 : «Кімната 402» (яп. 402号室) |

| - Хроніки монстра - Розділ 114 : «Син шпигуна» (яп. スパイの子) - Розділ 115 : «Безкінечна подорож» (яп. 終わらない旅) - Розділ 116 : «Ляльковод» (яп. 人形使い) - Розділ 117 : «Діти на читанні» (яп. 朗読会の子供たち) - Розділ 118 : «Та ніч» (яп. あの日の夜) - Розділ 119 : «Те, що побачив Йохан» (яп. ヨハンの見た風景) - Розділ 120 : «Добрі спогади» (яп. 楽しい思い出) - Розділ 121 : «Ненавиджу цю роботу» (яп. いやな仕事) - Розділ 122 : «Найгірший галстук» (яп. 最悪なネクタイ) |

| - Хроніки монстра - Розділ 123 : «Вечірка закінчена» (яп. パーティー イズ オーバー) - Розділ 124 : «Чоловік, який бачив диявола» (яп. 悪魔を見た男) - Розділ 125 : «Друг диявола» (яп. 悪魔の友だち) - Розділ 126 : «Чоловік, який знав занадто багато» (яп. 知りすぎた男) - Розділ 127 : «Сумна зустріч» (яп. 悲しみの再会) - Розділ 128 : «Спогади Ніни» (яп. ニナの記憶) - Розділ 129 : «Спогади читацької групи» (яп. 朗読会の思い出) - Розділ 130 : «Двері до спогадів» (яп. 記憶の扉) - Розділ 131 : «Щасливий стіл» (яп. 楽しい食卓) |

| - Хроніки монстра - Розділ 132 : «По той бік дахів» (яп. 屋根の向こうまで) - Розділ 133 : «Відповідь на дружбу» (яп. 友情の答え) - Розділ 134 : «Таксист» (яп. タクシードライバー) - Розділ 135 : «Неспричинені вбивства» (яп. 無関係な殺人) - Розділ 136 : «Печаль дитини» (яп. 赤ん坊の憂うつ) - Розділ 137 : «Кроки терору» (яп. 恐怖の足音) - Розділ 138 : «Сліди Йохана» (яп. ヨハンの足跡) - Розділ 139 : «Різанина» (яп. 殺し合い) - Розділ 140 : «Батько і мати» (яп. 父さん母さん) - Розділ 141 : «Ласкаво просимо додому» (яп. おかえり) |

| - Хроніки монстра - Розділ 142 : «Я вдома» (яп. ただいま) - Розділ 143 : «Місце, де варто бути» (яп. 行くべきところ) - Розділ 144 : «Ругенхайм» (яп. ルーエンハイム) - Розділ 145 : «Тихий постріл» (яп. 静かなる銃声) - Розділ 146 : «Будинок вампіра» (яп. 吸血鬼の家) - Розділ 147 : «Місто підозр і страху» (яп. 疑心暗鬼の町) - Розділ 148 : «Ідеальне самогубство» (яп. 完全な自殺) - Розділ 149 : «Мирний будинок» (яп. 安らぎの家) - Розділ 150 : «Місто різанини» (яп. 殺戮の町) - Розділ 151 : «Спогади, які не хочеться забувати» (яп. 忘れたくない記憶) |

| - Хроніки монстра - Розділ 152 : «Вигадана людина» (яп. 架空の人間) - Розділ 153 : «Кінець відпустки» (яп. 休暇の終わり) - Розділ 154 : «Крик Ґріммера» (яп. グリマーの叫び) - Розділ 155 : «Гнів надзвичайного Штайнера» (яп. 超人シュタイナーの怒り) - Розділ 156 : «Безіменний чоловік» (яп. 名前のない男) - Розділ 157 : «Картини, які не можна намалювати» (яп. 描けない絵) - Розділ 158 : «Не плач» (яп. 泣かないで) - Розділ 159 : «Пейзаж кінця світу» (яп. 終わりの風景) - Розділ 160 : «Ті, хто має життя» (яп. 命ある者たち) - Розділ 161 : «Завтра прийде» (яп. 明日はくる) - Розділ 162 : «Справжнє чудовисько» (яп. 本当の怪物) |

Another Monster
| - Передмова - Вступ - Частина перша (1986-1997) - Розділ 1 – Початок (квітень 2001; Відень) - Розділ 2 – Кендзо Тенма (травень 2001; Йокогама, Токіо, Лондон) - Розділ 3 – Єва Хайнеманн (травень 2001; Дюссельдорф) - Розділ 4 – Генріх Рунге (травень 2001; Брюссель) - Розділ 5 – Кіндерхайм 511 (травень 2001; Берлін) - Розділ 6 – Декілька особистостей (червень 2001; Франкфурт) - Розділ 7 – Руді Гіллен (червень 2001; Париж) | - - Розділ 8 – Підземні банки (червень 2001; Фюссен) - Розділ 9 – Карл Шувальд (червень 2001; Мюнхен) - Розділ 10 – Лотта Франк (червень 2001; Мюнхен) - Розділ 11 – Юліус Райхвайн (червень 2001; Мюнхен) |

| - Розділ 12 – Чехія та Німеччина (липень 2001; Прага) - Розділ 13 – Ян Сук (липень 2001; Прага) - Розділ 14 – Карел Ранке (липень 2001; Прага) - Розділ 15 – Особняк «Червона троянда» (липень 2001; Прага) - Розділ 16 – Анна (серпень 2001; Прага) - Розділ 17 – Соботка (серпень 2001; Прага) - Розділ 18 – Яромир Липський (серпень 2001; Прага) - Розділ 19 – Фріц Вердеман (серпень 2001; Дюссельдорф) - Розділ 20 – Мартін (вересень 2001; Франкфурт) - Розділ 21 – Петер Капек (вересень 2001; Франкфурт) - Розділ 22 – Нотатник Ґріммера (жовтень 2001; Берлін) - Розділ 23 – Герман Фуер (листопад 2001; Відень) | - Розділ 24 – Колапс (листопад 2001; Дюссельдорф) - Розділ 25 – Ругенхайм (листопад 2001; Ругенхайм) - Розділ 26 – Ніна Фортер, також відома як Анна Ліберт (листопад 2001; Відень) - Розділ 27 – «Чудовий Штайнер» (листопад 2001; Валлетта) - Розділ 28 – Анна Частина II (грудень 2001; Брно) - Розділ 29 – Клаус Поппе (грудень 2001; Яблонець-над-Нісою) - Розділ 30 – Франц Бонапарт (грудень 2001; Яблонець-над-Нісою) - Фінальний розділ – (грудень 2001; Яблонець-над-Нісою) |